# Herbst-Helmkraut
Das Herbst-Helmkraut (Scutellaria incana) (englisch: Downy skullcap, Hoary skullcap) ist eine Pflanzenart aus der Gattung der  Helmkräuter (Scutellaria) innerhalb der Familie der Lippenblütler (Lamiaceae). Die sommergrüne Staude ist in trockenen Wäldern und auf Lichtungen in den nördlich-zentralen, östlichen und südöstlichen Vereinigten Staaten beheimatet. Sie trägt im Spätsommer Blüten und ist als robuste Zierpflanze in Gärten und Parks verbreitet.

## Beschreibung

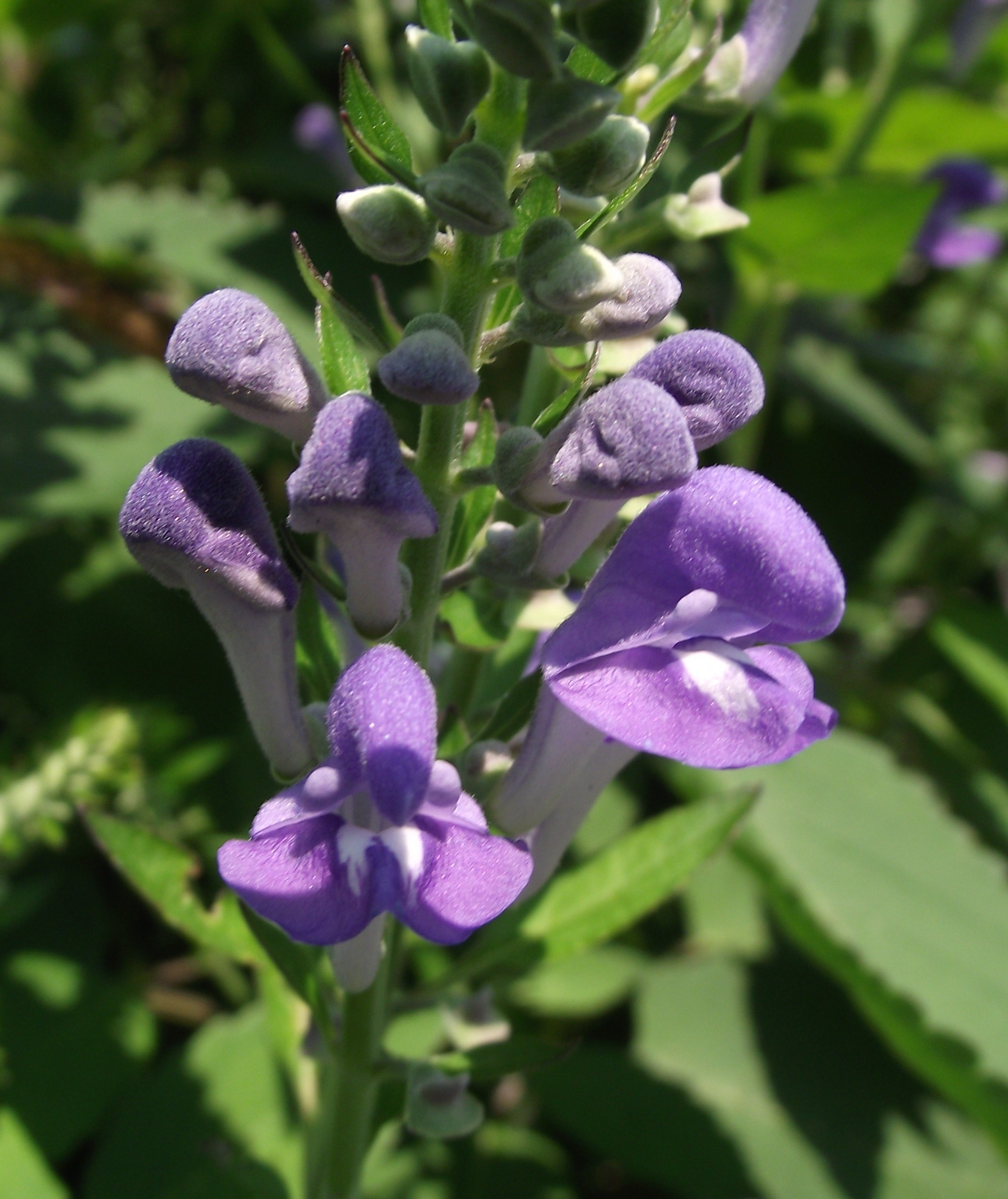
Blüte des Herbst-Helmkrauts

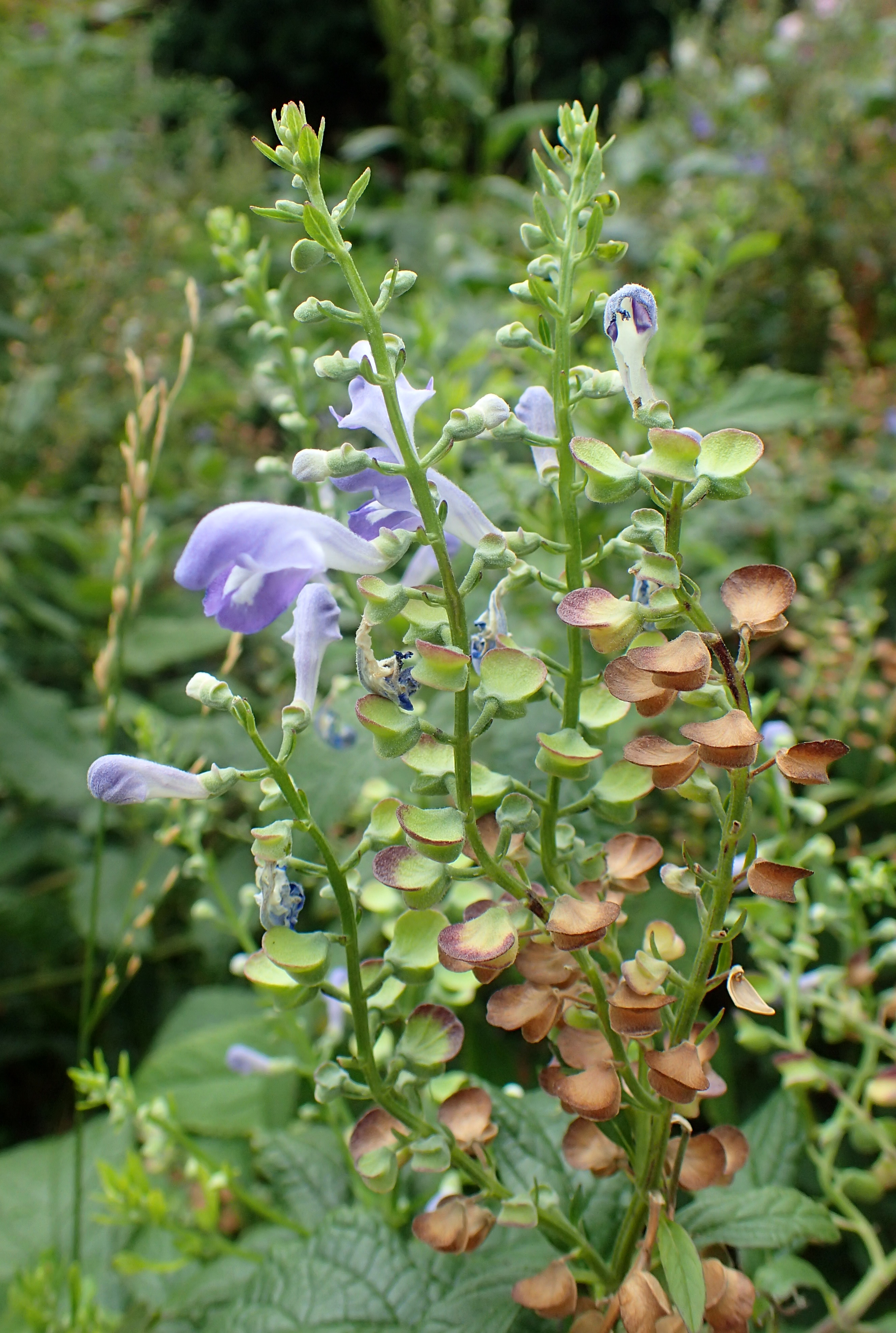
Herbst-Helmkraut mit Fruchansätzen

### Vegetative Merkmale
Das Herbst-Helmkraut ist eine sommergrüne Staude mit aufrechten, oben stark verzweigten, 60–120 cm hohen, mehr oder weniger vierkantigen Stängeln. Die oberirdischen Pflanzenteile sind fein behaart, aber nicht drüsig oder klebrig. Die kreuzgegenständig angeordneten, einfachen und spitzen bis rundspitzigen Laubblätter sind kurz gestielt. Sie sind meist eiförmig bis seltener länglich oder elliptisch und am Blattrand gekerbt bis gesägt, bis 10 cm lang und 4 cm breit, unten hellgrün und oberseits nahezu kahl sowie unten fein behaart. An der Basis sind sie spitz bis gestutzt oder leicht herzförmig.

### Generative Merkmale
Die Stängel enden in vielblütigen, traubigen Blütenständen mit weiß-violetten bis -bläulichen, außen feinhaarigen, 1,5–2 cm langen, duftlosen und kurz gestielten, fünfzähligen sowie zwittrigen Blüten mit doppelter Blütenhülle. Jede Blüte besteht aus einer zweilippigen und trichterförmigen Blütenkrone sowie einem kleinen, zweilippigen, grünen sowie feinhaarigen, glockenförmigen Kelch. Die kleinere, zweilappige Blütenoberlippe ist schmal und kapuzenförmig, die größere, schwach dreiteilige Unterlippe ist breit und besitzt in der Mitte einen auffälligen weißen Fleck. An der Basis jedes Blütenstiels befindet sich ein kleines elliptisches Deckblatt. Blütezeit ist August bis September. Die Klausenfrucht mit/im beständigem Kelch mit einem Fortsatz (Sporn, Höcker) zerfällt in zwei bis vier einsamige Teilfrüchte (Klausen).

## Ökologie
Die Blüten werden hauptsächlich von Hummeln bestäubt. Weitere Besucher sind Schwebfliegen, Libellen und kleine Schmetterlinge, die aber weniger für Fremdbestäubung sorgen. Einige Wespenarten können die Blütenbasis durchbeißen und Nektar "stehlen". Zu den Insekten, die sich von den Blättern des Herbst-Helmkrauts ernähren, gehören verschiedene Flohkäferarten und Raupen von Miniermotten und Spreizflügelfaltern.

## Vorkommen
Das Herbst-Helmkraut ist im östlichen Teil der Vereinigten Staaten von New Jersey und New York bis Illinois und Iowa, südlich bis North Carolina, Alabama, Arkansas und Kansas verbreitet. Zu den natürlichen Lebensräumen gehören Bergwälder, felsige, dünn bewaldete Berghänge und Flussuferböschungen, Bergwiesen, Gebüsche und Straßenränder.

## Verwendung
Das Herbst-Helmkraut ist als robuste Zierpflanze für sonnige Plätze und mäßig trockene Böden am Gehölzrand geeignet. Die Pflanze gilt als wertvoller Spätblüher mit langer Blütezeit. Sie kann gut mit anderen nordamerikanischen Wildstauden wie Rudbeckien und Sonnenbraut kombiniert werden. Auch die aschgrauen Samenstände gelten als beachtenswert. Sie sehen kleinen Baseballcaps ähnlich. Die Pflanze bevorzugt Halbschatten und lehmige, mäßig trockene, durchlässige Böden. Sie kommt aber auch mit voller Sonne, sandigem Boden und feuchteren Bedingungen gut zurecht. Das Herbst-Helmkraut verträgt Frost bis −29 °C (Zone 5).

## Systematik
Die Erstveröffentlichung von Scutellaria incana erfolgte 1807. Drei Varietäten sind in den USA weitverbreitet:
- Scutellaria incana var. australis (Epling) Collins ex ined. (Syn.: Scutellaria altamaha subsp. australis Epling): Sie kommt in den südöstlichen Vereinigten Staaten vor.
- Scutellaria incana Spreng. var. incana: Sie kommt in den nördlich-zentralen und den östlichen Vereinigten Staaten vor.
- Scutellaria incana var. punctata (Chapm.) C.Mohr: Sie kommt von den südöstlichen Vereinigten Staaten bis West Virginia vor.